# سينا ويبو
سينا ويبو (نازداك: WB) (新浪 微 博) هو موقع ويب صيني للتدوين المصغر (weibo). أطلقتها شركة سينا في 14 أغسطس 2009، وهي واحدة من أكبر منصات التواصل الاجتماعي في الصين،  مع أكثر من 445 مليون مستخدم نشط شهريًا اعتبارًا من الربع الثالث 2018. حققت المنصة نجاحًا ماليًا هائلاً، حيث ارتفعت الأسهم ومبيعات الإعلانات والإيرادات المرتفعة وإجمالي الأرباح في الربع. في بداية عام 2018، تجاوز 30 مليار دولارًا أمريكيًا علامة تقييم السوق لأول مرة.
في مارس 2014، أعلنت شركة سينا عن سلسلة من عمليات ويبو ككيان منفصل وقدمت طلبًا أوليًا تحت الرمز WB. اقتطعت سينا 11٪ من ويبو في الاكتتاب العام، تمتلك مجموعة علي بابا 32٪ بعد الاكتتاب العام. بدأت الشركة التداول علنا في 17 أبريل 2014.
في مارس 2017، أطلقت سينا نسخة سينا ويبو الدولية. هذا الإصدار الجديد لديه تصميم واجهة مستخدم نظيفة وموجزة، وكذلك ميزة خالية من الإعلانات. في حين أن حجمه صغير جدًا، حيث يحتل فقط خمس مساحة النص الأصلي، إلا أنه لا يزال يؤدي جميع وظائف الأصل.
في يونيو 2018، وصلت سينا ويبو 413 مليون مستخدم نشط.
في نوفمبر 2018، علقت سينا ويبو التسجيل للقاصرين الذين تقل أعمارهم عن 14 عامًا.
في يوليو 2019، أعلنت سينا ويبو أنها ستطلق حملة لمدة شهرين لتنظيف المعلومات الإباحية والمبتذلة، المسماة الخطة الزرقاء.

## اسم
«ويبو» (微 博) هي الكلمة الصينية ل«المدونات الصغيرة». أطلقت سينا ويبو اسم نطاقها الجديد weibo.com في 7 أبريل 2011، مما أدى إلى إلغاء تنشيط وإعادة توجيه النطاق القديم، t.sina.com.cn، إلى النطاق الجديد. نظرًا لشعبيتها، تشير وسائل الإعلام أحيانًا إلى النظام الأساسي باسم «ويبو»، على الرغم من العديد من خدمات المدونات الصغيرة / ويبو الصينية الأخرى بما في ذلك تينسنت ويبو (腾讯 微 博) وسوهو ويبو (搜狐 微 博) ونت إيز ويبو (网易 微)博).

## التاريخ
بعد أعمال الشغب التي وقعت في شهر يوليو من عام 2009، أغلقت الصين معظم خدمات المدونات الصغيرة المحلية، بما في ذلك Fanfou. تم حظر العديد من خدمات المدونات الصغيرة الشهيرة غير الصينية مثل تويتر وفيسبوك وPlurk. اعتبر تشارلز تشاو الرئيس التنفيذي لشركة سينا أن هذه فرصة، وفي 14 أغسطس 2009، أطلقت سينا النسخة الاختبارية من سينا ويبو؛ تم توفير الوظائف الأساسية بما في ذلك الرسالة والرسائل الخاصة والتعليق وإعادة النشر في شهر سبتمبر. تم إطلاق منصة سينا ويبو - API المتوافقة لتطوير تطبيقات الطرف الثالث في 28 يوليو 2010.
في 1 كانون الأول (ديسمبر) 2010، عانى موقع الويب من انقطاع في الخدمة، قال المسؤولون فيما بعد إنه يرجع إلى الأعداد المتزايدة من المستخدمين والمنشورات. تجاوز المستخدمين المسجلين 100 مليون في فبراير 2011. منذ 23 مارس 2011، تم استخدام t.cn كعنوان خدمة تقصير الروابط لسينا ويبو بدلاً من sinaurl.cn. في 7 أبريل 2011، حل موقع weibo.com محل t.sina.com.cn كاسم نطاق رئيسي جديد يستخدمه موقع الويب. تم تحديث الشعار الرسمي أيضًا. في يونيو 2011، أعلنت سينا أنه سيتم تطوير وإصدار نسخة باللغة الإنجليزية من سينا ويبو، على الرغم من أن المحتوى سيظل محكومًا بالقانون الصيني.
في 11 يناير 2013، وقعت سينا ويبو وAlibaba China (إحدى الشركات التابعة لمجموعة علي بابا) اتفاقية تعاون استراتيجي.

### ملكية
في 9 أبريل 2013، أعلنت مجموعة علي بابا أنها ستستحوذ على 18٪ من سينا ويبو مقابل 586 مليون دولارًا أمريكيًا، مع خيار شراء ما يصل إلى 30٪ في المستقبل؛  مارس علي بابا هذا الخيار عندما تم إدراج ويبو في بورصة ناسداك في أبريل 2014.

## المهام

### الوظيفة الأساسية
(1) فتح API
يغطي سينا ويبو API جميع وظائف سينا ويبو. يمكن أن تقوم المدونات الصغيرة، بإرسال الصور.
(2) العميل: عندما تم إطلاق سينا ويبو رسميًا، ستطلق في وقت واحد العديد من الهواتف المحمولة والمتصفحات وعملاء المدونات الصغيرة على الرسائل الفورية والروبوتات ومنصات الرسائل القصيرة.
(3) مشاركة الصور والفيديو: لدى سينا ويبو وظائف مشاركة الصور والفيديو والموسيقى. [56]
(4) مزامنة المدونات الصغيرة الأخرى
(5) وظيفة البحث
وظيفة النشر: يمكن للمستخدمين نشر محتوى مثل أدوات المدونة والدردشة
وظيفة إعادة التوجيه: يمكن للمستخدمين إعادة توجيه المحتوى المفضل لديهم إلى موقع ويبو الخاص بهم بنقرة واحدة (وظيفة إعادة التوجيه هي تحسين لوظيفة RT الخاصة بتويتر، مع الاحتفاظ بالمشاركات الأصلية لتجنب العبث في عملية الإرسال) وإضافة تعليقاتهم الخاصة عند إعادة التوجيه.
الوظيفة التالية: يمكن للمستخدمين متابعة المستخدمين المفضلين لديهم ويصبحون متابعين لهذا المستخدم (أي «المعجبين»).
وظيفة التعليق: يمكن للمستخدمين التعليق على أي بلوق صغيرة. (هذه ميزة خاصة تستند إلى عادات المستخدمين الصينيين. في وقت لاحق، ياهو ميمي وجوجل بز أمتلكو أيضا وظائف التعليق.)
وظيفة البحث: يمكن للمستخدمين إدراج موضوع بين علامتين #. مثل هذا، # موضوع معين XXX #، ثم إصدار مدونة micro، يمكنك النقر فوق ذلك، تحتوي جميع المدونات البحث التلقائي micro على مدونة micro مرتبطة بـ«موضوع معين XXX». يمكن توسيع المناقشة لتحقيق تجميع المعلومات.
وظيفة الرسائل الخاصة: يمكن للمستخدم النقر فوق رسالة خاصة وإرسال رسالة خاصة إلى أي مستخدم على سينا ويبو قم بفتح منفذ رسائل خاص. سيتم عرض هذه الرسالة الخاصة فقط على الجانب الآخر.

## المميزات
منذ التحديث الأخير، يمكنك الآن إضافة صور وهذا ما جعل سينا ويبو أكثر تشابهًا  مع إنستغرام في وظيفتها كمنصة وسائط اجتماعية (أيضًا تطبيق) في الصين.
- يمكن للأشخاص نشر الصور (لكن تقتصر على 9 لكل مشاركة)
- يمكنك إرسال رسائل شخصية بين المتابعين (وظيفة الدردشة)
- يمكنك متابعة الناس والناس يمكنها متابعتك
- يمكنك أيضًا نشر قصص تشبه إلى حد كبير إنستغرام
- أنت قادر على الإعجاب بالمشاركة باستخدام رموز تعبيرية مختلفة
- يمكن للكاتب أيضًا الحصول على مكافآت بأشكال من المال يمكنك استخدامها في متجر سينا ويبو المرتبط بمنصة الوسائط الاجتماعية
- يمكنك أيضًا مشاهدة المنشور الذي يعتبر ساخنًا أو شائعًا
- يمكنك أيضًا تتبع تحركاتك ومعرفة المكان الذي تنشر منه

الموضوعات الشائعة

### العملاء
تنتج سينا تطبيقات محمولة لمختلف المنصات للوصول إلى سينا ويبو، بما في ذلك أندرويد وبلاك بيري وآي أو إس وسيمبيان أس60 وويندوز موبايل وويندوز فون.
أصدرت سينا أيضًا عميل سطح مكتب لمايكروسوفت ويندوز تحت اسم سطح مكتب ويبو.

### الإصدارات الدولية
سينا ويبو متاح في كل من الأحرف الصينية المبسطة والتقليدية. يحتوي الموقع أيضًا على إصدارات  تلبي احتياجات مستخدمي هونغ كونغ وتايوان. تقوم ويبو الآن بتطوير إصدارها الدولي باللغة الإنجليزية ولغات أخرى. في 9 كانون الثاني (يناير) 2018، أجرت الشركة اختبارًا عامًا لمدة أسبوع لطباعتها الإنجليزية.
تتوفر تطبيقات أي فون وأي باد الرسمية لسيبا ويبو باللغة الإنجليزية.
يدعم Weibo International حسابات ويبو الحالية ويسمح لحسابات فيسبوك بالربط بالمنصة؛ يمكن للمستخدمين أيضًا استخدام رقم هواتفهم المحمولة (بما في ذلك أرقام الهواتف المحمولة الدولية) لتسجيل حسابات جديدة.

### قصص ويبو
واحدة من أحدث ميزات ويبو هي القصص. «قصص ويبو» هي وظيفة فيديو تتيح للمستخدمين تسجيل مقطع فيديو وحفظه في قائمة «قصة» منفصلة في صفحة ملفهم الشخصي.

### ويبو فلوج
أطلقت ويبو أيضًا وظيفة "Vlog" جديدة. الآن، سيكون كل فيديو به علامة تصنيف VLOG متاحًا في صفحة البحث الرئيسية ضمن القائمة الفرعية "VLOG".

## الترقيات

### الإعلانات المدفوعة
متوسط عرض آخر عضوية حوالي 10 ٪ - 15 ٪ على ويبو. لجذب المزيد من المتابعين، هناك 3 أنواع من خيارات الإعلانات المدفوعة المتاحة:
1. الإعلان الدعائي: الترويج للمتابعين الحاليين و / أو المتابعين المحتملين.
2. مهام ويبو: تسمح للمعلنين بالدفع للحسابات الأخرى لإعادة النشر، والتي بدورها تصل إلى الجماهير المستهدفة.
3. Fensi Tong (粉丝 通): خيار الإعلانات المدفوعة الأكثر شهرة على ويبو؛ يسمح بخيارات استهداف أكثر تحديدًا، بما في ذلك الاهتمامات والجنس والموقع والأجهزة. يمكن للمعلنين الاختيار بين تكلفة الألف ظهور (تكلفة لكل ميل؛ 0.5CNY لكل ألف ظهور) وتكلفة النقرة (تكلفة لكل مشاركة؛ 0.5CNY لكل مشاركة فعالة). غالبًا ما تستخدم الشركات أو المؤسسات Fensitong وتدفع لمستخدمي سيبا ويبو المعروفين (عادة ما يكون لديهم أكثر من مليون متابع) للإعلان لمتابعيهم.[28]

## الإحصاء

### الحسابات الرسمية سينا ويبو
1. سكرتير ويبو: 194,144,293
2. مركز خدمة ويبو: 180,564,151
3. موظفو Weibo: 155,444,287

### الحسابات الأكثر شعبية (الأفراد)
اعتبارًا من 19 أبريل 2019، أدار الأشخاص العشرة التالية الحسابات الأكثر شيوعًا وعدد المتابعين:
1. شيه نا (xiena): 123778128
2. He Jiong (hejiong): 111,602,450
3. يانغ مي (yangmiblog): 103,832,756
4. أنجيلابابي (realangelababy): 100286091
5. تشن كون (شينكون): 94195833
6. فيكي تشاو (تشاوي): 8635518 1
7. تشاو ليينغ (تشاويينغ): 84784382
8. ياو تشن (ياوشن): 81,611,121
9. دينغ تشاو (دنغشاو): 7777832
10. روبي لين (linxinru): 76569706